# آرمادیلوی زیبا
آرمادیلوی زیبا (نام علمی: Dasypus bellus) نام یک گونه از سرده پشمینه‌پاها است.